# Stanisław Dróżdż

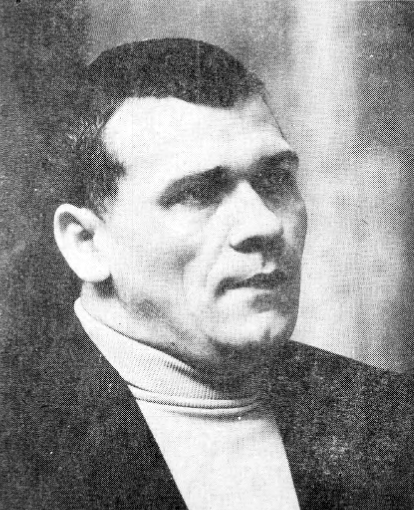
Stanisław Dróżdż

Stanisław Dróżdż (Sławków, 15 mei 1939 - Wrocław, 29 maart 2009)  was een Pools dichter en kunstenaar. 
Hij studeerde Poolse letterkunde aan de Universiteit van Wrocław. Zijn eerste bekende werk "Pojecioksztalty" was hedendaagse poëzie, die gevisualiseerd wordt in twee- en driedimensioneel beeld (concrete poëzie)  en dateert van 1967. Zijn werken  zijn steeds gebaseerd op korte teksten of woorden, die beeld worden en zijn interdisciplinair. Ze integreren wetenschap, letterkunde en kunst. Hij nam deel aan meer dan 300 tentoonstellingen in binnen- en buitenland. Hij nam voor Polen deel aan de 50ste Biënnale van Venetië. Zijn werken zijn terug te vinden in diverse belangrijke musea, zoals het Museum of Contemporary Art in Chicago, het Centrum voor Hedendaagse Kunst in het kasteel van Warschau, de Schwarz Galeria d'Arte in Milaan en het Museum voor Moderne  Kunst in Honfeld.

## Tentoonstellingen (selectie)

### Individuele tentoonstellingen
- 1968: Wojewódzka i Miejska Biblioteka Publiczna, Wrocław
- 1968: Galeria Pod Moną Lizą, Wrocław
- 1969: Stanisław Dróżdż. Poezja strukturalna. Pojęciokształty, Galeria OdNOWA, Poznań
- 1979: Stanisław Dróżdż. Pojęciokształty, Concrete Poëzie, Galeria Foksal, Warschau
- 1989: Stanisław Dróżdż. Pojęciokształty (Concrete Poëzie), Galeria Foksal, Warschau
- 1994: Stanisław Dróżdż. Pojęciokształty. Concrete Poëzie, BWA, Wrocław
- 1994: Stanisław Dróżdż. Pojęciokształty. Concrete Poëzie, Galeria Foksal, Warschau
- 1994: Stanisław Dróżdż. Algebra przyimków, Galeria Stara, Lublin
- 1995: Stanisław Dróżdż, Galeria 72, Chełm
- 1995: Stanisław Dróżdż. Eschatologia egzystencji. Concrete Poëzie, Muzeum Górnośląskie w Bytomiu
- 1995: Stanisław Dróżdż. Poezja konkretna, BWA, Słupsk
- 1997: Stanisław Dróżdż. "I" 1970-1997 (FRAGMENTY). Concrete Poëzie, Galeria Foksal, Warschau
- 1997: Stanisław Dróżdż. Pojęciokształty. Concrete poëzie, Galeria Foksal, Warschau; Galeria Kronika, Bytom
- 1998: Stanisław Dróżdż. Concrete Poëzie, Galeria, Krakau
- 2000: Stanisław Dróżdż. Pojęciokształty. Concrete Poëzie, Galeria BWA Awangarda, Wrocław
- 2001: Stanisław Dróżdż - Pojęciokształty. Concrete Poëzie, Bunkier Sztuki, Kraków
- 2002: Concrete Poëzie, Galeria Foksal, Warschau
- 2008: Ruimtes  Concrete Poëzie, Galeria Appendix2, Warschau

### Groepstentoonstellingen
- 1970: Sztuka pojęciowa, Galeria Pod Moną Lizą, Wrocław
- 1983: Od zera do nieskończoności. Od nieskończoności do zera, BWA, Zamek Książąt Pomorskich, Szczecin
- 1993: Książki i strony, Centrum Sztuki Współczesnej Zamek Ujazdowski, Warschau
- 1997: Haltungen, Schlossgalerie, Dresden
- 1997: Ekspres Polonia, Sztuka z Polski 1945-1996, Pałac Sztuk Pięknych, Boedapest
- 1999: Refleksja konceptualna w sztuce polskiej, CSW Zamek Ujazdowski, Warschau
- 1999: Niekończąca się linia / Die unendliche Linie, Muzeum Sztuki Reduktywnej, Świeradów Zdrój
- 2001: Biurokracja, Galeria Foksal, Warschau
- 2003: 50ste Internationale  Kunstbiënnale van Venetië, Pools Paviljoen, Venetië
- 2004: Poza geometrią. Eksperymenty z formą od lat 40. do 70., Los Angeles County Museum of Art; Miami Art Museum.

## Referentie
Dit artikel of een eerdere versie ervan is een (gedeeltelijke) vertaling van het artikel Stanisław Dróżdż (poeta) op de Poolstalige Wikipedia, dat onder de licentie Creative Commons Naamsvermelding/Gelijk delen valt. Zie de bewerkingsgeschiedenis aldaar.
- Gemeinsame Normdatei: 125008481
- International Standard Name Identifier: 0000 0001 0981 7605
- Library of Congress Control Number: no99083124
- Nationale Bibliotheek van Tsjechië: mzk2005282642
- Nederlandse Thesaurus van Auteursnamen: 131430637
- RKD-Nederlands Instituut voor Kunstgeschiedenis: 269263
- Système universitaire de documentation: 232900116
- Virtual International Authority File: 66112062
- WorldCat: E39PBJqk6QMwF39Gcm9VYpctrq